# شهرستان ممسنی
شهرستان مَمَسَّنْی (به لری جنوبی:Şəħrəssüna mamassani)،یکی از شهرستان‌های تاریخی و کهن استان فارس در ایران است. مرکز این شهرستان، شهر نورآباد می‌باشد. شهرستان ممسنی از لحاظ جغرافیایی در جنوب غربی ایران و غرب شیراز قرار گرفته است. جمعیت این شهرستان نیز طبق سرشماری انجام شده در سال ۱۳۹۵، برابر با ۱۵۷٬۵۲۷ تن بوده است.
مردم این شهرستان لر و لرتبار با سایر لرها هم ریشه هستند. در چند سال گذشته و با کشف منابع نفتی در حوزه ممسنی، این شهر مورد توجه بیشتری قرار گرفت. کشاورزی مورد توجه مردم ممسنی از زمان‌های گذشته تا به امروز بوده است. وجود بنای هخامنشی لیدوما در این شهرستان که دارای قدمتی پنج هزار ساله می‌باشد. همچنین دارا بودن بناهای پرشمار تاریخی از پربار بودن تاریخ این دیار حکایت دارد.
منطقه‌ای که ممسنی در آن ایجاد شده است اولین بار به خاطر وجود مراتع غنی مورد توجه اقوامی که دارای معیشتی مبتنی بر کشاورزی و دام‌داری بوده‌اند، قرار گرفت.

## پیشینه تاریخی

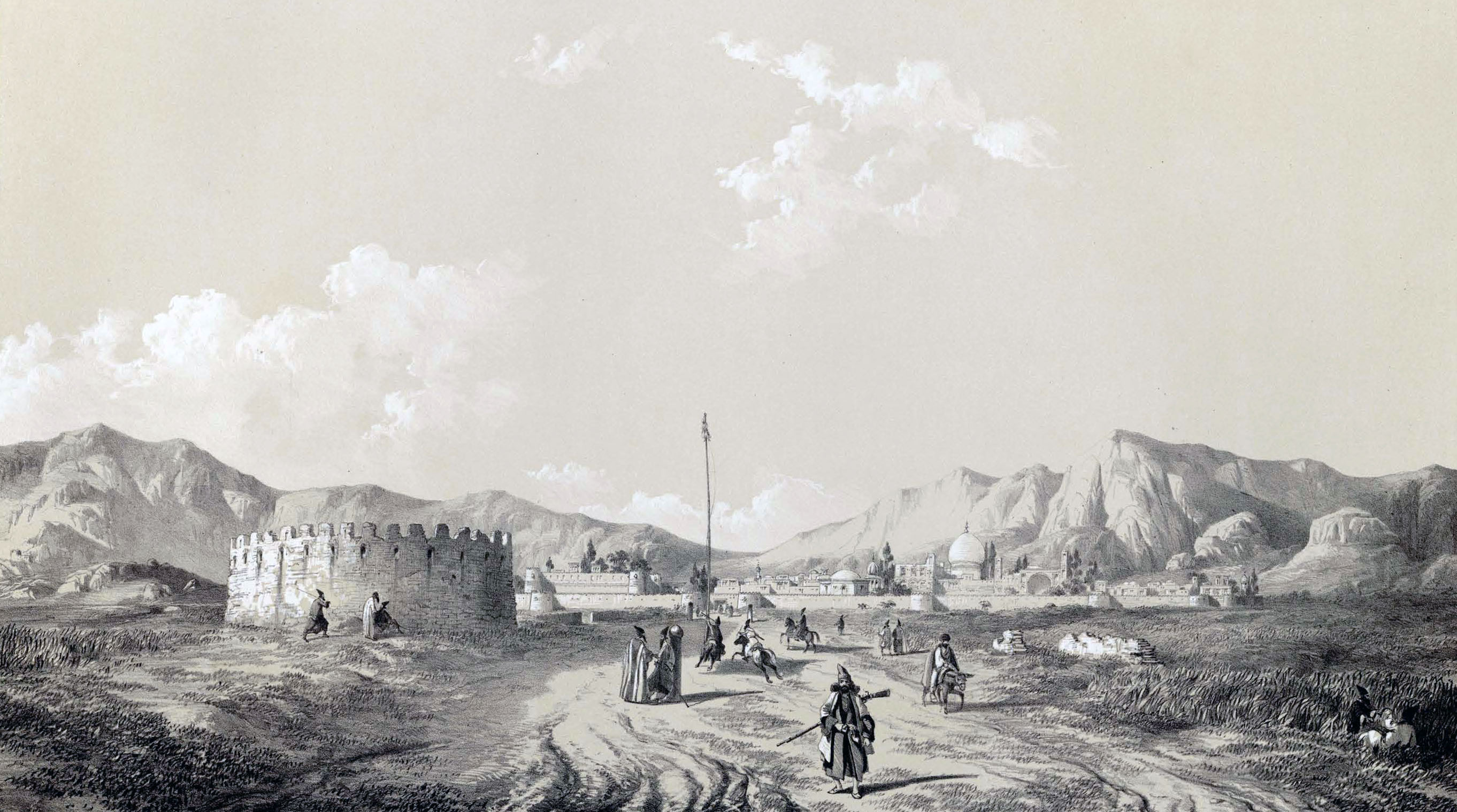
ممسنی در سال ۱۲۲۰ شمسی

در تاریخ گردیزی آمده است چون فریدون ضحاک را به دماوند می‌برد میان راه خوابش در ربود ضحاک به نگهبان گفت اگر مرا آزاد کنی ترا پادشاه ایران می‌کنم فریدون که سبک خواب بود شنید و برخاست و او را دوباره بندی دیگر گذاشت و آنجا را نوبندگان خواندند.در نزدیکی شهر نوراباد شهر کهن نوبندگان بود.
متنبی شاعر مشهور عرب هنگامی که به دیدار عضد الدوله دیلمی می‌آمد زیبایی بوان و نوبندگان او را جادو کردو یکی از زیباترین سروده‌هایش دربارهٔ این شهرستان است.
| مغانی الشعب طیبا فی المغانی  |  | بمنزلة الربیع من الزمان    |
| تو گویی دشت و این زیبا مکانا |  | بهاری هست مابین زمانا      |
| بهشتین جایگاهی گر سلیمان     |  | رود آنجا رود با ترجمانا    |
| بشاخه میوه‌هایش نوش آبی است   |  | که بیجام ایستاده از روانا  |
| نوای ریگها در جوی ابش        |  | چو دستاورنجن رامشگرانا     |
| ترا اندیشگان هر نشیمن        |  | بود همراه تا نوبندگانا     |
| چو خواند مرغکی بر شاخساران   |  | دهد پاسخ ورا رامشگرانا     |
| میان شاخساران می‌گریزد        |  | ز دستت آفتاب زرفشانا       |
| مرا اسبم همی گوید جوانا      |  | برون خواهی شد از تنگ بوانا |
| پدرتان ادم است و یادتان داد  |  | برون رفت از بهشت جاودانا   |

مرکز ولایتی که ممسنی در آن قرار داشت، شهر شاپور در چند کیلومتری کازرون بود که نوشته‌اند در زمان تزلزل حکومت دیلمی و سالهای نخست سلجوقی، به وسیله ابوسعید شبانکاره با خاک یکسان شد؛ ولی سپس بدست مماسنیها دوباره تعمیر و بازسازی شد و رونق گذشته خود را بازیافت. منطقه‌ای که ممسنی در آن ایجاد شده است، اولین بار به خاطر وجود مراتع غنی مورد توجه اقوامی که دارای معیشتی مبتنی بر دامداری بوده‌اند.
برای اولین بار نام ممسنی در سده پنجم هجری آمده است و سپس حمدالله مستوفی داستان آمدن مماسنیها را بازگو می‌کند در حوادث مربوط به سال‌های ۱۱۶۵ و ۱۱۶۶ می‌بینیم که جعفرخان زند برادرش محمدخان را برای مجازات ایلات سلحشور ممسنی روانه ناحیه کرد و باید دانست که خاندان زند با طوایف ممسنی روابط خویشاوندی داشت. مادر محمدخان زند از ممسنی بود.
جاده‌ای که در آن زمان از ناحیهٔ ممسنی عبور می‌کرد همین جادهٔ امروزی چنارشاهیجان-باشت است. فتحعلی‌شاه در سال ۱۲۴۵ ه‍.ق در سفر به خوزستان و لرستان از چنارشاهیجان و سراب بهرام گذر کرد و در فهلیان چادر زد. فهلیان در آن زمان مرکز ناحیه ممسنی بود.
بنا به اسناد و کتاب‌های تاریخی و کاوش‌های باستان‌شناسی و نظریه‌های مردم‌شناسی، سابقهٔ تاریخی شهرستان ممسنی به سه بخش تقسیم می‌گردد:
- دوران پیش از تاریخ

وجود جنگل‌ها و مراتع گسترده، منابع غنی آب و خاک، دشت‌های حاصلخیز و کم‌شیب، تنوع آب و هوایی و گیاهی و شکار فراوان همه و همه شرایط مساعد و مطلوبی بودند تا تمدن‌های اولیه پیش از تاریخ در این اقلیم پهناور شکل گرفته، رشد و نویافته و سده‌ها دوام بیاورد و آثار آن تا به امروز بر جای بماند. ممسنی در طول دوران به عنوان پل ارتباطی میان حوزه‌های بویراحمد، پارس، خوزستان، زاگرس، بوشهر، و خلیج فارس قرار گرفته و می‌توان با تحقیقات علمی و باستان‌شناسی کلیه فرهنگ و تمدن‌های پیش از تاریخ استان‌های همجوار را نیز در آن جستجو کرد. آثار بجا مانده از دوران پیش از تاریخ در این شهرستان مربوط به هزارهٔ دوم تا هشتم پیش از میلاد است که در قالب تپه‌های باستانی نمایان است.
- دوران تاریخی

دوران تاریخی این شهرستان مربوط به اوایل هزاره سوم پیش از میلاد مسیح می‌باشد که از جمله این تمدن‌ها:
- - نقش برجسته کورنگون مربوط به دوره عیلام در دو هزار و چهارصد سال پیش از میلاد.
  - گوردخمه سنگی، مربوط به دوران ماد در هفتصد سال پیش از میلاد.
  - گوردخمه داودختر روستای مراسخوان مربوط به ششصد و پنجاه سال پیش از میلاد (مقبره منتسب به والدین کورش بزرگ).
  - کاخ‌های هخامنشی روستای سروان.
  - تل کاخداداد گچگران مربوط به پانصد سال پیش از میلاد.
  - آتشگاه میل اژدها مربوط به دوران اشکانیان در یکصد و بیست سال پیش از میلاد.
  - نقش برجسته سرآب بهرام.
  - شهر توج
  - شهر نوبندگان
  - شهر خوبذان (فهلیان) و سد منصورآباد مربوط به دوران ساسانی
  - نقش فرهاددر جوزار
- دوران اسلامی

آثار و ابنیهٔ تاریخی اسلامی در سراسر ممسنی موجود است از جمله آن‌ها می‌توان شهر خفرک و تشگه در شوسنی و مصیری و شهر چهاربازار تل اسپید را نام برد. نام قدیمی این شهرستان در بدو تشکیل انبوران و در اواخر سلسله صفوی به ممسنی تغییر نام یافت.

### تاریخ لرستان
لرستان به معنی سکونتگاه مردم لر واژه‌ای است که به سرزمین‌های لر نشین اطلاق می‌گردد و به معنای گستره جغرافیایی است که مردم لر در آن سکونت دارند. گستره نام لرستان پیش از حکومت صفویان، سکونتگاه لرهای بویر احمدی، و لرهای بختیاری را هم شامل می‌شد. اما پس از حکومت صفویان سکونتگاه لرهای بختیاری را منطقه بختیاری نام‌گذاری کردند و جغرافیای نام لرستان به حدود استان لرستان و ایلام کنونی محدود شد. این منطقه نیز در حکومت قاجاریان به دو بخش پشتکوه و پیشکوه تقسیم شد. امروزه لرستان نام یکی از استان‌های غربی ایران است. در نمودار زیر تقسیمات لرستان از ۳۰۰ هجری قمری تاکنون آورده شده است.
|  |  |  |  |  |  |  |  |  |  |  |  |  |  |  |  |  |  |  |  |                  |                  |                  |                  |                  |                  |  |  |  |  |             |             |             |             |             |             |  |  |  |  |  |  |                              |                              | لرستان                       |                              |                              |                              |  |  |  |  |  |  |  |  |                     |                     |                     |                     |                     |                     |  |  |  |  |  |  |               |               |               |               |               |               |  |  |  |  |  |  |  |  |  |  |  |  |  |  |  |  |  |  |  |  |  |  |  |  |  |  |  |  |  |  |  |  |
|  |  |  |  |  |  |  |  |  |  |  |  |  |  |  |  |  |  |  |  |                  |                  |                  |                  |                  |                  |  |  |  |  |             |             |             |             |             |             |  |  |  |  |  |  |                              |                              |                              |                              |                              |                              |  |  |  |  |  |  |  |  |                     |                     |                     |                     |                     |                     |  |  |  |  |  |  |               |               |               |               |               |               |  |  |  |  |  |  |  |  |  |  |  |  |  |  |  |  |  |  |  |  |  |  |  |  |  |  |  |  |  |  |  |  |
|  |  |  |  |  |  |  |  |  |  |  |  |  |  |  |  |  |  |  |  |                  |                  |                  |                  |                  |                  |  |  |  |  |             |             |             |             |             |             |  |  |  |  |  |  |                              |                              |                              |                              |                              |                              |  |  |  |  |  |  |  |  |                     |                     |                     |                     |                     |                     |  |  |  |  |  |  |               |               |               |               |               |               |  |  |  |  |  |  |  |  |  |  |  |  |  |  |  |  |  |  |  |  |  |  |  |  |  |  |  |  |  |  |  |  |
|  |  |  |  |  |  |  |  |  |  |  |  |  |  |  |  |  |  |  |  |                  |                  |                  |                  |                  |                  |  |  |  |  | لر کوچک     | لر کوچک     | لر کوچک     | لر کوچک     | لر کوچک     | لر کوچک     |  |  |  |  |  |  |                              |                              |                              |                              |                              |                              |  |  |  |  |  |  |  |  | لر بزرگ             | لر بزرگ             | لر بزرگ             | لر بزرگ             | لر بزرگ             | لر بزرگ             |  |  |  |  |  |  |               |               |               |               |               |               |  |  |  |  |  |  |  |  |  |  |  |  |  |  |  |  |  |  |  |  |  |  |  |  |  |  |  |  |  |  |  |  |
|  |  |  |  |  |  |  |  |  |  |  |  |  |  |  |  |  |  |  |  |                  |                  |                  |                  |                  |                  |  |  |  |  | لر کوچک     | لر کوچک     | لر کوچک     | لر کوچک     | لر کوچک     | لر کوچک     |  |  |  |  |  |  |                              |                              |                              |                              |                              |                              |  |  |  |  |  |  |  |  | لر بزرگ             | لر بزرگ             | لر بزرگ             | لر بزرگ             | لر بزرگ             | لر بزرگ             |  |  |  |  |  |  |               |               |               |               |               |               |  |  |  |  |  |  |  |  |  |  |  |  |  |  |  |  |  |  |  |  |  |  |  |  |  |  |  |  |  |  |  |  |
|  |  |  |  |  |  |  |  |  |  |  |  |  |  |  |  |  |  |  |  |                  |                  |                  |                  |                  |                  |  |  |  |  | لرستان فیلی |             |             |             |             |             |  |  |  |  |  |  |                              |                              |                              |                              |                              |                              |  |  |  |  |  |  |  |  |                     |                     |                     |                     |                     |                     |  |  |  |  |  |  |               |               |               |               |               |               |  |  |  |  |  |  |  |  |  |  |  |  |  |  |  |  |  |  |  |  |  |  |  |  |  |  |  |  |  |  |  |  |
|  |  |  |  |  |  |  |  |  |  |  |  |  |  |  |  |  |  |  |  |                  |                  |                  |                  |                  |                  |  |  |  |  |             |             |             |             |             |             |  |  |  |  |  |  |                              |                              |                              |                              |                              |                              |  |  |  |  |  |  |  |  |                     |                     |                     |                     |                     |                     |  |  |  |  |  |  |               |               |               |               |               |               |  |  |  |  |  |  |  |  |  |  |  |  |  |  |  |  |  |  |  |  |  |  |  |  |  |  |  |  |  |  |  |  |
|  |  |  |  |  |  |  |  |  |  |  |  |  |  |  |  |  |  |  |  |                  |                  |                  |                  |                  |                  |  |  |  |  |             |             |             |             |             |             |  |  |  |  |  |  |                              |                              |                              |                              |                              |                              |  |  |  |  |  |  |  |  |                     |                     |                     |                     |                     |                     |  |  |  |  |  |  |               |               |               |               |               |               |  |  |  |  |  |  |  |  |  |  |  |  |  |  |  |  |  |  |  |  |  |  |  |  |  |  |  |  |  |  |  |  |
|  |  |  |  |  |  |  |  |  |  |  |  |  |  |  |  |  |  |  |  | پیشکوه یا لرستان | پیشکوه یا لرستان | پیشکوه یا لرستان | پیشکوه یا لرستان | پیشکوه یا لرستان | پیشکوه یا لرستان |  |  |  |  | پشتکوه      | پشتکوه      | پشتکوه      | پشتکوه      | پشتکوه      | پشتکوه      |  |  |  |  |  |  | بختیاری                      | بختیاری                      | بختیاری                      | بختیاری                      | بختیاری                      | بختیاری                      |  |  |  |  |  |  |  |  | بویراحمدی           | بویراحمدی           | بویراحمدی           | بویراحمدی           | بویراحمدی           | بویراحمدی           |  |  |  |  |  |  | شولستان       | شولستان       | شولستان       | شولستان       | شولستان       | شولستان       |  |  |  |  |  |  |  |  |  |  |  |  |  |  |  |  |  |  |  |  |  |  |  |  |  |  |  |  |  |  |  |  |
|  |  |  |  |  |  |  |  |  |  |  |  |  |  |  |  |  |  |  |  | پیشکوه یا لرستان | پیشکوه یا لرستان | پیشکوه یا لرستان | پیشکوه یا لرستان | پیشکوه یا لرستان | پیشکوه یا لرستان |  |  |  |  | پشتکوه      | پشتکوه      | پشتکوه      | پشتکوه      | پشتکوه      | پشتکوه      |  |  |  |  |  |  | بختیاری                      | بختیاری                      | بختیاری                      | بختیاری                      | بختیاری                      | بختیاری                      |  |  |  |  |  |  |  |  | بویراحمدی           | بویراحمدی           | بویراحمدی           | بویراحمدی           | بویراحمدی           | بویراحمدی           |  |  |  |  |  |  | شولستان       | شولستان       | شولستان       | شولستان       | شولستان       | شولستان       |  |  |  |  |  |  |  |  |  |  |  |  |  |  |  |  |  |  |  |  |  |  |  |  |  |  |  |  |  |  |  |  |
|  |  |  |  |  |  |  |  |  |  |  |  |  |  |  |  |  |  |  |  | استان لرستان     | استان لرستان     | استان لرستان     | استان لرستان     | استان لرستان     | استان لرستان     |  |  |  |  | استان ایلام | استان ایلام | استان ایلام | استان ایلام | استان ایلام | استان ایلام |  |  |  |  |  |  | چهارمحال و بختیاری و خوزستان | چهارمحال و بختیاری و خوزستان | چهارمحال و بختیاری و خوزستان | چهارمحال و بختیاری و خوزستان | چهارمحال و بختیاری و خوزستان | چهارمحال و بختیاری و خوزستان |  |  |  |  |  |  |  |  | کهگیلویه و بویراحمد | کهگیلویه و بویراحمد | کهگیلویه و بویراحمد | کهگیلویه و بویراحمد | کهگیلویه و بویراحمد | کهگیلویه و بویراحمد |  |  |  |  |  |  | شهرستان ممسنی | شهرستان ممسنی | شهرستان ممسنی | شهرستان ممسنی | شهرستان ممسنی | شهرستان ممسنی |  |  |  |  |  |  |  |  |  |  |  |  |  |  |  |  |  |  |  |  |  |  |  |  |  |  |  |  |  |  |  |  |

## جغرافیا

### موقعیت جغرافیایی
شهر نورآباد مرکز شهرستان در ۵۱ درجه و ۳۱ دقیقه درازه گیتایی (طول جغرافیایی) و ۳۰ درجه و ۷ دقیقه پهنه گیتایی (عرض جغرافیایی) و در ارتفاع ۹۲۰ متری از سطح دریا واقع شده است. شهرستان ممسنی از شمال و باختر به استان کهگیلویه و بویراحمد، از خاور به شهرستان سپیدان، از جنوب خاوری به شهرستان شیراز، از جنوب به شهرستان کازرون و از جنوب باختر به استان بوشهر محدود می‌شود.
- مسیرهای ارتباطی این شهرستان با مناطق اطراف عبارتند از:
  - نورآباد – دوگنبدان از سوی شمال باختری به طول ۱۲۰ کیلومتر، این مسیر در کیلومتر ۲۰ وارد جاده‌ای به سمت یاسوج می‌شود.
  - نورآباد – شیراز به سوی جنوب خاوری به طول ۱۵۵ کیلومتر.
  - نورآباد – بندر گناوه به طول ۲۴۵ کیلومتر، بابامنیر مرکز بخش ماهور میلاتی در کیلومتر ۶۵ این راه قرار گرفته است.

### آب و هوا
شهرستان ممسنی از نظر اقلیمی دارای سه اقلیم آب و هوایی است:
- اقلیم سردسیری: متعلق به بخش دشمن‌زیاری و جاویدان است که همجوار با شهرستان سپیدان، بوان و بخشهای از پشت کوه رستم، بخشهایی از تنگ لله وبخش جوزارمی‌باشد.
- اقلیم معتدل و مرطوب: این اقلیم محدوده‌ای از شهرستان را که در مجاورت شهرستان کازرون و استان کهگیلویه و بویراحمد واقع شده و دشت‌های حاصلخیز مصیری، نورآباد، فهلیان، دهنو و حسین‌آباد از جمله این مناطق است.
- اقلیم گرم و خشک: این اقلیم در مجاورت با استان بوشهر قرار دارد.

حداکثر دما در مردادماه ۴۱٫۵ درجه سانتیگراد و حداقل دما در دی‌ماه ۴٫۵ درجه سانتی‌گراد بوده و میانگین بارندگی شهرستان ۵۵۰ میلی‌متر در سال می‌باشد.

### ارتفاعات و آب‌ها
مهم‌ترین ارتفاعات:
دره چهل کفتاری بخشی از توابع دشمن زیاری، کوه رنج، کوه زرآور، کوه تاسک و کوه عنا واقع در شمال غربی حسین‌آباد می‌باشد.
رودخانه و دریاچه‌ها:
شهرستان ممسنی بیشترین تعداد رودخانه در استان را دارا می‌باشد.
مهم‌ترین رودخانه‌های شهرستان عبارتند از: هفت برم و رود شور در بخش دشمن زیاری، رودخانهٔ فهلیان، رودخانه کتی، رودخانه تنگ شیو در قسمت غربی روستای حسین‌آباد، رودخانه کر سیاه، و همچنین از تالاب‌های برم‌شور در غرب بابامنیر می‌توان نام برد.

## مردم‌شناسی

### زبان
اکثریت مردم شهرستان لر و از ایل ممسنی می‌باشند و به گویش لری جنوبی سخن می‌گویند.

## فرهنگ

### آداب و رسوم
مردم شهرستان ممسنی همچون سایر مناطق از دیرباز سنن فرهنگی خویش را از گذشتگان به ارث برده و این سنن و آداب و رسوم از بدو تاکنون در شهرستان ممسنی رایج و مردمان این شهرستان به آن پای بند و در اجرای آن راغب و خصایصی از جمله مهمان‌نوازی، شجاعت، صلهٔ ارحام، از خودگذشتگی، غیرت، صداقت در گفتار و کردار، دین‌باوری و رسوم سوگواری و جشن‌های شادمانه (عروسی و عزاداری) از مشخصات بارز فرهنگ مردم این شهرستان می‌باشد.

### مراکز آموزش عالی
این شهرستان دارای دانشگاه آزاد اسلامی، پیام نور، پیراپزشکی، آموزشکدهٔ فنی، حوزهٔ علمیهٔ امام صادق (ع)، حوزهٔ علمیهٔ نرجسیه، دانشگاه دولتی ممسنی و دانشگاه غیردولتی آریوبرزن می‌باشد.

#### پوشش
برای اطلاعات زمینه‌ای و مطالب مرتبط با این بخش مقاله پوشاک لری را ببینید.

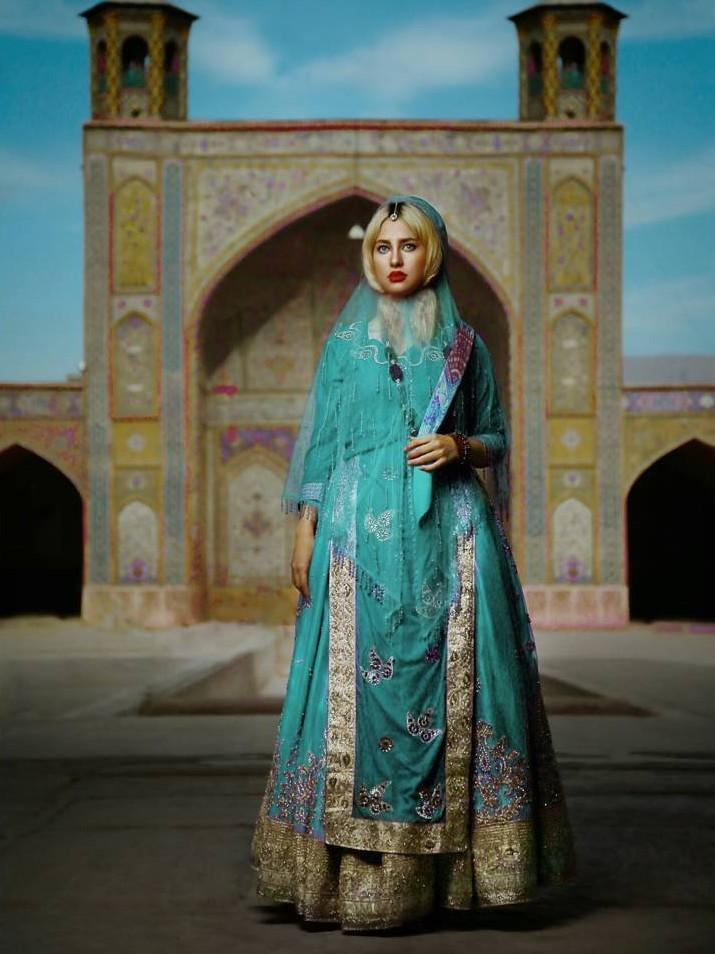
پوشش لری زنان ممسنی

لباس زنان و مردان ممسنی به مانند سایر مردمان لر استان‌ها و شهرهای همجوار از زیبایی و شکوه خاصی برخوردار است. بر اساس تحقیقات صورت گرفته در کتاب نگارگری مکتب شیراز، قدمت این نوع لباس‌ها پیشتر از دوران تیموریان در قرن هشتم هجری قمری است. لباس محلی و سنتی زنان لر ممسنی از سه بخش اصلی سرپوش، بالاتنه و پایین‌تنه تشکیل شده است که مجموع این سه بخش، پوشش کاملی را برای زنان به همراه دارد.

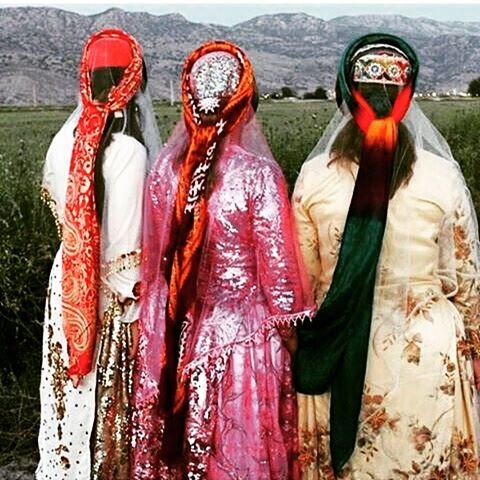
پوشش لری زنان ممسنی

## جاذبه‌های گردشگری

نمایی از آتشکده میل اژدها در شهرستان ممسنی

شهرستان ممسنی دارای جاذبه‌های طبیعی، تاریخی و مذهبی فراوانی از جمله: محوطهٔ باستانی لیدوما، سنگ‌نگارهٔ سراب بهرام، سنگ‌نگارهٔ کورنگان، قلعه سفید، دخمهٔ دائودختر، برج میل‌اژدها و همچنین تنگ لله، تنگ بَوان، منطقه بخش جوزار، تنگ صیادون، هفت‌بَرم، امامزاده شیرمرد، آبشار تنگسا، چشمهٔ دیمه میل، رودخانهٔ سراب‌سیاه و دیگر مکان‌های گردشگری است.

### جاذبه‌های تاریخی
- تپه تل اسپید

این تپهٔ بسیار کهن که بنابر برخی نظریات مربوط به دوران ایلامی می‌باشد، در روستای منگودرز شهرستان رستم قرار دارد
- روستای زیردو

نقش رستم از زیباترین مناطق این روستا می‌باشد
- محوطهٔ باستانی لیدوما

واقع در منطقهٔ فهلیان برای اولین‌بار در سال ۱۳۳۸ مورد کاوش‌های باستان‌شناسی قرار گرفت و بنای ساختمانی هخامنشی را در این قسمت کشف کردند. این بنا از نظر ابعاد ساختمانی چهارمین بنای بزرگ هخامنشی پس از بناهای شوش، پاسارگاد و پارسه است. در لیدوما بقایای یک کاخ کوچک هخامنشی یافت شده که کاخ سُروان (سورون) نام گرفته است.
- سنگ‌نگارهٔ کورانگون

یا کورَنگان به نام «حجاری ایلامی (گورانگون)» در فهرست آثار ملی ایران به ثبت رسیده است؛ نقش‌برجسته‌ای مربوط به دوره عیلامیان است که در ۱۰ کیلومتری شمال غربی فهلیان جای گرفته است. این اثر در تاریخ ۳۰ خرداد ۱۳۱۵ با شمارهٔ ثبت ۲۵۴ به‌عنوان یکی از آثار ملی ایران به ثبت رسیده است.
- سنگ‌نگارهٔ سراب بهرام

نقش برجسته‌ای از دوران ساسانی است. این اثر در تاریخ ۱۲ اسفند ۱۳۱۵ با شمارهٔ ثبت ۲۷۸ به‌عنوان یکی از آثار ملی ایران به ثبت رسیده است.
- قلعه سفید

یا دژ سفید از قلعه‌های مشهور این شهرستان با فاصلهٔ اندکی از شهر نورآباد در شمال شرق آن واقع شده است.
قدمت آثار باستانی به‌جای‌ماندهٔ آن را حداقل به دوران ساسانیان مربوط می‌دانند. بر فراز باقی‌مانده‌های این دژ، آثار بارگاهی به نام حاجی رستم و قلعه‌های سنگ و ساروجی، قبرستان، سنگ‌نوشته، حصارها و آثار باغ‌هایی قدیمی دیده می‌شود.

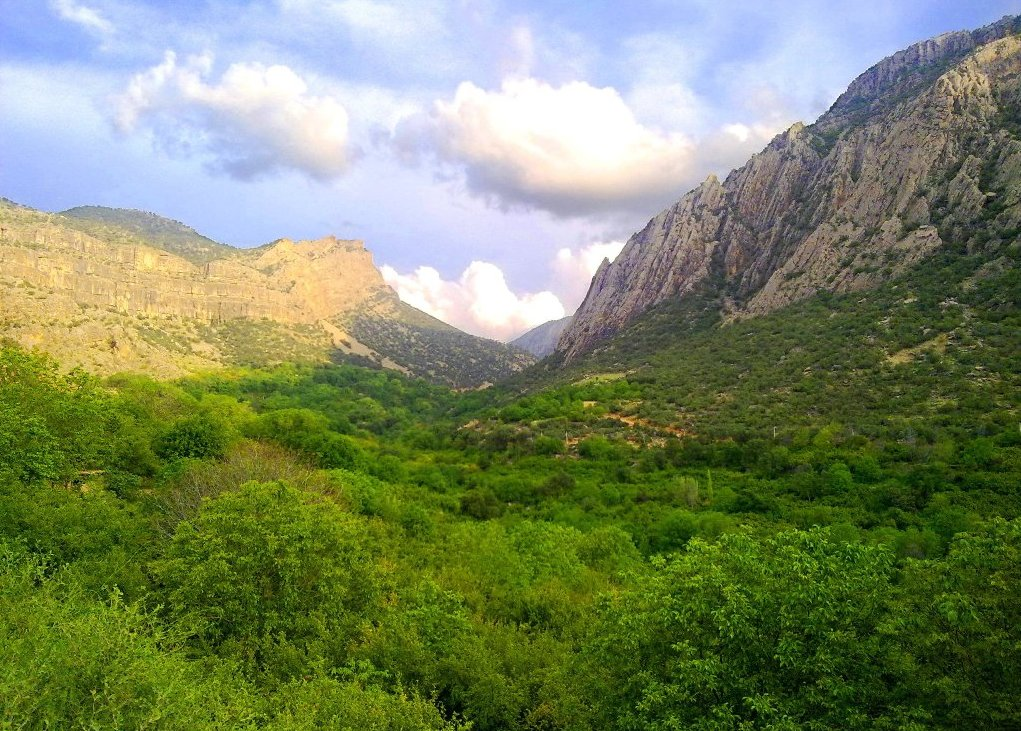
تفرجگاه بوان در ممسنی

### جاذبه‌های طبیعی
- تنگ بوان

این منطقهٔ ییلاقی که در زبان محلی تنگ بون (Bown) نامیده می‌شود در حاشیهٔ جادهٔ فرعی نورآباد به جادهٔ اصلی شیراز-اردکان واقع شده است و سالانه هزاران میهمان را جذب خود می‌کند. تنگ بوان وسعتی حدود ۱۲۰ هکتار دارد و به فاصلهٔ اندکی از شهر نورآباد واقع شده است. بوان دارای چندین چشمه و آبشار است، که در فصل تابستان باعث مطبوع شدن هوای این منطقه گردیده.
وجود حوزهٔ آبخیزی وسیع، جنگلی بودن و پر باران بودن، موجب فراوانی آب شیرین و گوارای تنگ بوان شده است، به‌طوری‌که در طول سال (به ویژه در فصل بهار) از روی بسیاری از دیواره‌های صخره‌ای، آبشارهای زیبا سرازیر می‌شوند. باغ‌های فراوان گردو و انار در این منطقه، جذابیتی بی‌نظیر به آن بخشیده است. 
- روستای هرایرز

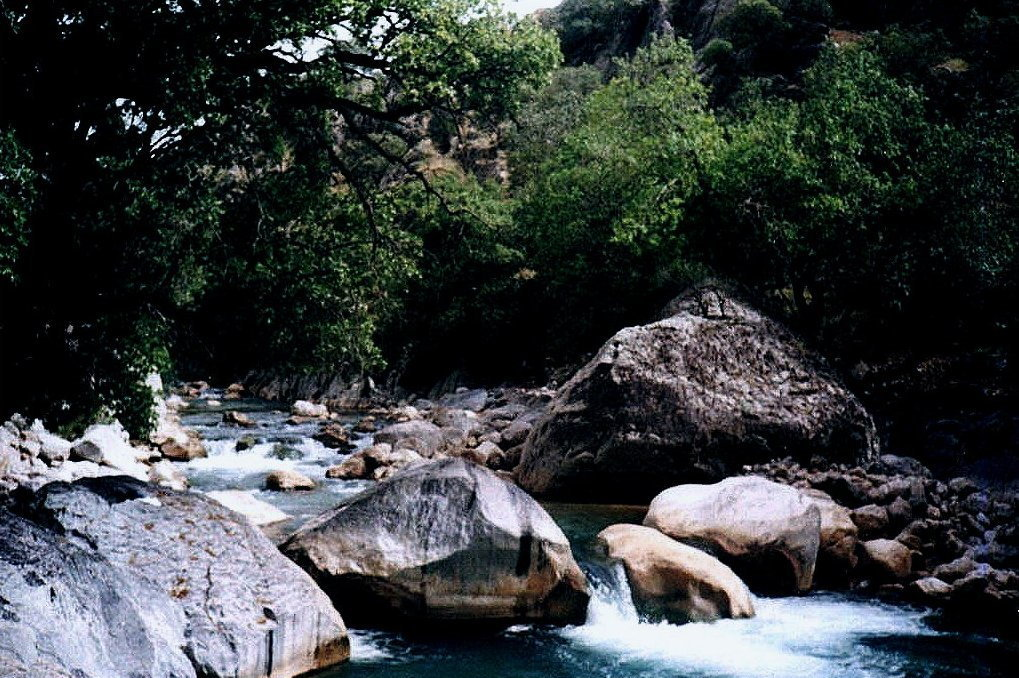
روستای هرایرز در ممسنی

در زبان محلی هررز (hararaz) دارای قدمتی تاریخی است، در سال ۱۳۶۴ در اثر زلزله‌ای ۵ ریشتری قابلیت سکونت را از دست داد و ساکنان آن به شهرکی نوساز در جوار روستای خومَه‌زار منتقل شدند و اکنون به استثنای عده‌ای از دامداران، تقریباً خالی از سکنه است. این روستا در سال‌های پر باران یکی از زیباترین تفرجگاه‌های منطقه، خصوصاً در فصل بهار است. در این منطقه دو رودخانهٔ پرآب فصلی و چندین چشمهٔ همیشگی جریان دارد که محیط سرسبز و دل‌انگیزی را در مسیر خود به وجود آورده‌اند.
در سالیان نه چندان دور حتی تا یک دهه پس از وقوع زلزلهٔ مذکور، تمامی باغات روستا پابرجا بود. باغ‌هایی که یک کمربند سبز بر روی کوه ایجاد کرده بود و چشم هر بیننده‌ای را نوازش می‌کرد. اما پس از نقل مکان صاحبان آنها به شهرک هرایرز، به تدریج این باغات نیز از بین رفتند، و جای خود را به زمین‌های کشاورزی دادند.
این روستا در منطقه‌ای کوهستانی واقع شده است و موقعیتی کوهپایه‌ای دارد. در خاور و باختر آن دو دروازه وجود داشته، که به همراه بافت بسیار قدیمی روستا، در اثر وقوع زلزله‌های متعدد و عدم محافظت، تنها خرابه‌ای از آن باقی مانده است. این روستا دارای یک قبرستان بسیار قدیمی نیز می‌باشد. در کنار این قبور، امامزاده علی نیز واقع شده است.

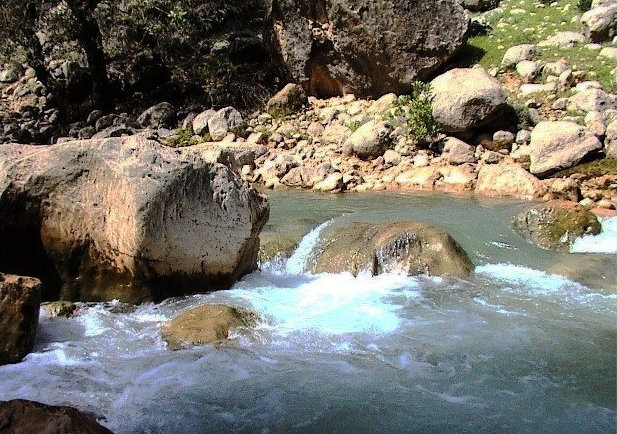
روستای هرایرز در نورآباد ممسنی

چشمهٔ سراب‌باغ که از جمله چشمه‌های همیشگی این منطقه است، حتی در فصل تابستان نیز به لحاظ محیط خنک و سرسبز آن و برکه‌ای که در سرچشمهٔ آن ساخته شده است، تفرجگاه بسیار مناسبی برای گذران اوقات گرم سال است. مشابه همین چشمه و محیط آن در فاصلهٔ هزار متری این منطقه به نام هرایرز بالایی قرار دارد، که قسمتی از آب روستا نیز از آن تأمین می‌شود.
یکی دیگر از ویژگی‌های منطقهٔ هرایرز، تنوع گونه‌های گیاهی است. این منطقه همانند بسیاری از مناطق دیگر زاگرس، دارای کوه‌های پوشیده از درخت بلوط است. درختان بلوط این منطقه برخلاف مناطق سردسیر رشته‌کوه زاگرس -که عموماً دارای جثه ریزی هستند- به مراتب از تنه و ساقه بزرگ‌تری برخوردار هستند.
- بخش جوزار:روستایی از توابع بخش مرکزی شهرستان ممسنی در استان فارس ایران است. منطقه ای با گستره جغرافیایی پوشیده از درختان بلوط، دارای منابع آبی وخاکی مناسب که آب آشامیدنی روستاهای اطراف رانیز تأمین می‌نماید. دارای امکانات رفاهی می‌باشند. مردم در این بخش مشغول کشاورزی، دامداری هستند. این روستا ۶ شهید دارد که در ضلع غربی روستا واقع در قبرستان این روستا مدفون شده‌اند. ازجمله محصولات کشاورزی که در این روستا کشت می‌شوند می‌توان انار، انگور، جو، گندم، برنج، لوبیا، عدس، خیار، بادمجان وبیش از ده نوع دیگراز محصولات رانام برد که تنوع کشت محصولات بالایی قابل مشاهده است. این روستا دارای یک استادیوم بنام شهید علیشیرشفیعی می‌باشد که تاکنون به یک زمین بلااستفاده تبدیل شده است.

### صنایع دستی
از مهم‌ترین صنایع دستی شهرستان ممسنی می‌توان به قالی‌بافی با طرح‌های منحصراً لری، گلیم و جاجیم اشاره کرد.

## اقتصاد

### کشاورزی و دامداری
اقتصاد شهرستان ممسنی بر پایه کشاورزی، دامداری و قالی‌بافی استوار است. آب کشاورزی در این منطقه از چشمه، کاریزها، چاه‌ها و رودخانه‌ها تأمین می‌گردد. مهم‌ترین فراورده‌های کشاورزی آن عبارتند از: برنج، گندم، جو، مرکبات و خرما. در آبادی‌های این شهرستان دامداری رونق بسیار داشته و دام‌ها بیشتر شامل گوسفند و گاو است.

### صنایع و معادن
شرکت پتروشیمی ممسنی در سال ۱۳۸۶ کلنگ‌زنی شد که متأسفانه تا امروز (۱۴۰۲) به نتیجه نرسیده است.
پروژهٔ سد پارسیان نیز از پروژه‌های ابتر در این شهرستان است؛ سد و نیروگاه پارسیان در فاصلهٔ ۵۰ کیلومتری از مرکز شهرستان در نزدیکی روستای گِوِرَک قرار بر راه‌اندازی بوده که تا امروز (۱۴۰۲) پیشرفت چندانی نداشته است.
صنایع کارخانه‌ای این منطقه شامل بر کارخانه‌های قند، تلمبه‌خانه شرکت نفت و شرکت تولیدی شن و ماسه فهلیان است. این منطقه از مناطق نفت‌خیز بوده و مدتی است که در بابامنیر عملیات حفاری جهت استخراج نفت آغاز شده است.

## تقسیمات کشوری
شهرستان ممسنی دارای چهار بخش است:
- بخش مرکزی
  - بکش یک
  - بکش دو
  - جاوید ماهوری
  - فهلیان

شهرها: نورآباد،
خومه‌زار
- بخش ماهور میلاتی
  - دهستان ماهور
  - دهستان میشان

شهرها: بابامُنیر
- بخش دشمن‌زیاری
  - دهستان دشمن‌زیاری
  - دهستان مشایخ

شهرها: –
- بخش جوزار
  - دهستان جوزار
  - دهستان پراشکفت

شهرها: –
شهرستان ممسنی دارای حدود ۶۰۰ روستا است.